# Classe Elizabeth
La classe Elizabeth est une classe de vaisseau de ligne de 3e rang armés de 74 canons, conçue pour la Royal Navy par l'architecte naval Thomas Slade.

## Les unités de la classe
| classe Neptune    | classe Neptune               | classe Neptune    | classe Neptune   | classe Neptune   | classe Neptune |
| Nom               | Chantier naval               | Commande          | Lancement        | Fin              | Tableau        |
| ----------------- | ---------------------------- | ----------------- | ---------------- | ---------------- | -------------- |
| HMS Elizabeth     | chantier naval de Portsmouth | 6 novembre 1765   | 17 octobre 1769  | démoli en 1797   |                |
| HMS Resolution    | chantier naval de Deptford   | 16 septembre 1766 | 12 avril 1770    | démoli en 1813   |                |
| HMS Cumberland    | chantier naval de Deptford   | 8 juin 1768       | 29 mars 1774     | démoli en 1804   |                |
| HMS Berwick       | chantier naval de Portsmouth | 12 octobre 1768   | 18 avril 1775    | naufragé en 1805 |                |
| HMS Bombay Castle | Perry à Blackwall            | 14 juillet 1779   | 14 juin 1782     | naufragé en 1796 |                |
| HMS Powerful      | Perry à Blackwall            | 8 juillet 1780    | 3 avril 1783     | démoli en 1812   |                |
| HMS Defiance      | Randall à Rotherhithe        | 11 juillet 1780   | 10 décembre 1783 | démoli en 1817   |                |
| HMS Swiftsure     | Wells à Deptford             | 19 juin 1782      | 4 avril 1787     | détruit en 1816  |                |